# Gymnoloma rubra
Gymnoloma rubra är en skalbaggsart som beskrevs av Dombrow 2001. Gymnoloma rubra ingår i släktet Gymnoloma och familjen Melolonthidae. Inga underarter finns listade i Catalogue of Life.